# Witjastief
Witjastief (auch Witjastiefe, Witjas-Tief(e), Vitias-Tief(e) oder Vitiaz-Tief(e) genannt) bezeichnet mehrere weit voneinander entfernte Meerestiefs, die nach dem sowjetischen Forschungsschiff Witjas benannt wurden und im Pazifischen Ozean liegen:
- Witjastief 1 (11.034 m); tiefste Stelle des Pazifiks und des Weltmeeres; im westlichen Pazifik im Marianengraben
- Witjastief 2 (10.882 m); Meerestief im südwestlichen Pazifik und tiefste Stelle im Tongagraben
- Witjastief 3 (10.542 m); Meerestief im nordwestlichen Pazifik und tiefste Stelle im Kurilengraben
- Witjastief 4 (10.047 m); Meerestief im südwestlichen Pazifik und tiefste Stelle im Kermadecgraben